# La Mano Negra

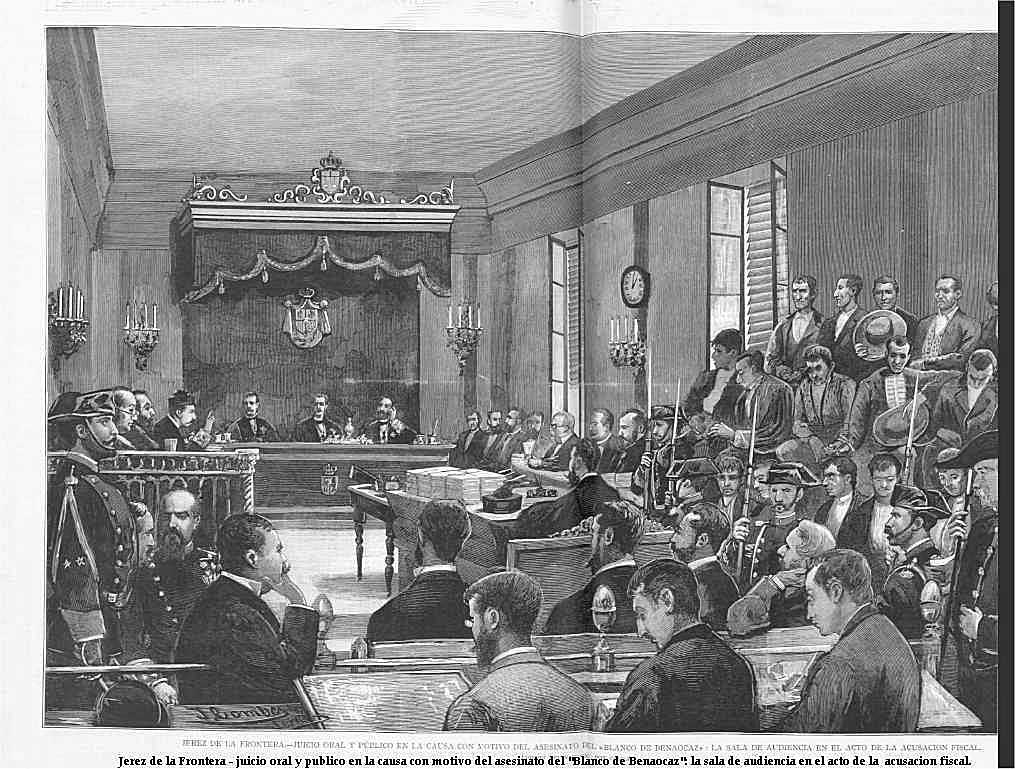
Juicio oral y público celebrado en Jerez de la Frontera en la causa con motivo del asesinato del Blanco de Benaocaz, grabado de Juan Comba para La Ilustración Española y Americana, 30 de junio de 1883.

La Mano Negra fue una presunta organización anarquista secreta y violenta que actuó en la región española de Andalucía a principios de la década de 1880, durante el reinado de Alfonso XII, y a la que se le atribuyeron asesinatos e incendios de cosechas y edificios. Los sucesos de la llamada Mano Negra se produjeron en el bienio 1882-1883, en el contexto de un clima de aguda lucha de clases en el campo andaluz, de difusión de un anarcocomunismo distinto del anarcocolectivismo bakuninista, y de diferencias entre legalistas y clandestinistas en el seno de la recién creada Federación de Trabajadores de la Región Española (FTRE).

## Antecedentes

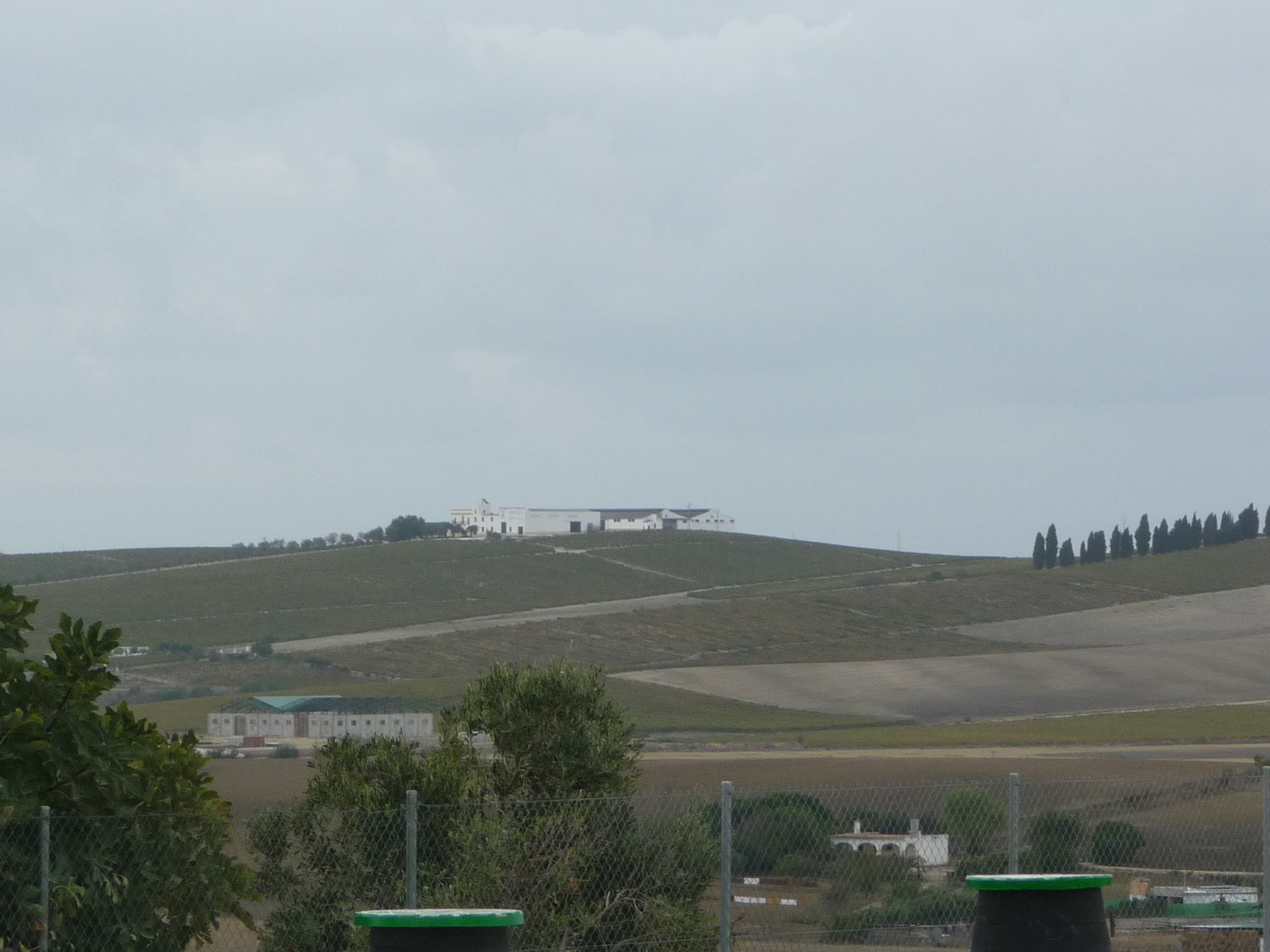
Viñedos en Jerez de la Frontera.

Como ha señalado Josep Termes, «los años 1881 y 1882 fueron de sequía y de cosechas muy malas en Andalucía, lo que provocó hambre y crispación social, con asaltos a las tiendas, robos e incendios provocados». Hubo también invasiones de fincas y motines de protesta por la falta de trabajo y por la subida de los precios en los que los sublevados exigían a los ayuntamientos que les diera empleo en las obras públicas. Uno de los motines urbanos más graves se produjo el 3 de noviembre de 1882 en Jerez de la Frontera donde tuvo que intervenir la Guardia Civil y el Ejército, produciéndose unas sesenta detenciones. «Aunque hubo muy pocos casos de agresiones personales y los alborotadores rara vez se enfrentaban directamente a los guardas [de los cortijos] y mucho menos a la Guardia Civil, que reforzó su presencia en los campos, los propietarios se vieron dominados por el miedo».
La crítica situación que estaban padeciendo los jornaleros andaluces fue incluso denunciada por la prensa liberal madrileña, como el diario El Imparcial, que en noviembre de 1882 publicó un editorial con el significativo título de «El hambre» en el que hablaba del «pavoroso problema de Andalucía», donde «un pueblo hambriento» saqueaba panaderías y carnicerías y para el que sólo existían tres opciones: «O la limosna, o el robo, o la muerte». El El Día envió a Leopoldo Alas «Clarín» a Andalucía quien a finales de diciembre empezó a publicar una serie de artículos bajo el título «El hambre en Andalucía».
A finales de 1882 se fue extendiendo la idea entre las secciones andaluzas de jornaleros agrícolas de la recién creada Federación de Trabajadores de la Región Española de organizar una gran huelga para mejorar sus salarios ante la perspectiva de una buena cosecha —habían vuelto las lluvias—.

## Los hechos

### El hallazgo del «reglamento» de la Mano Negra y la oleada de detenciones

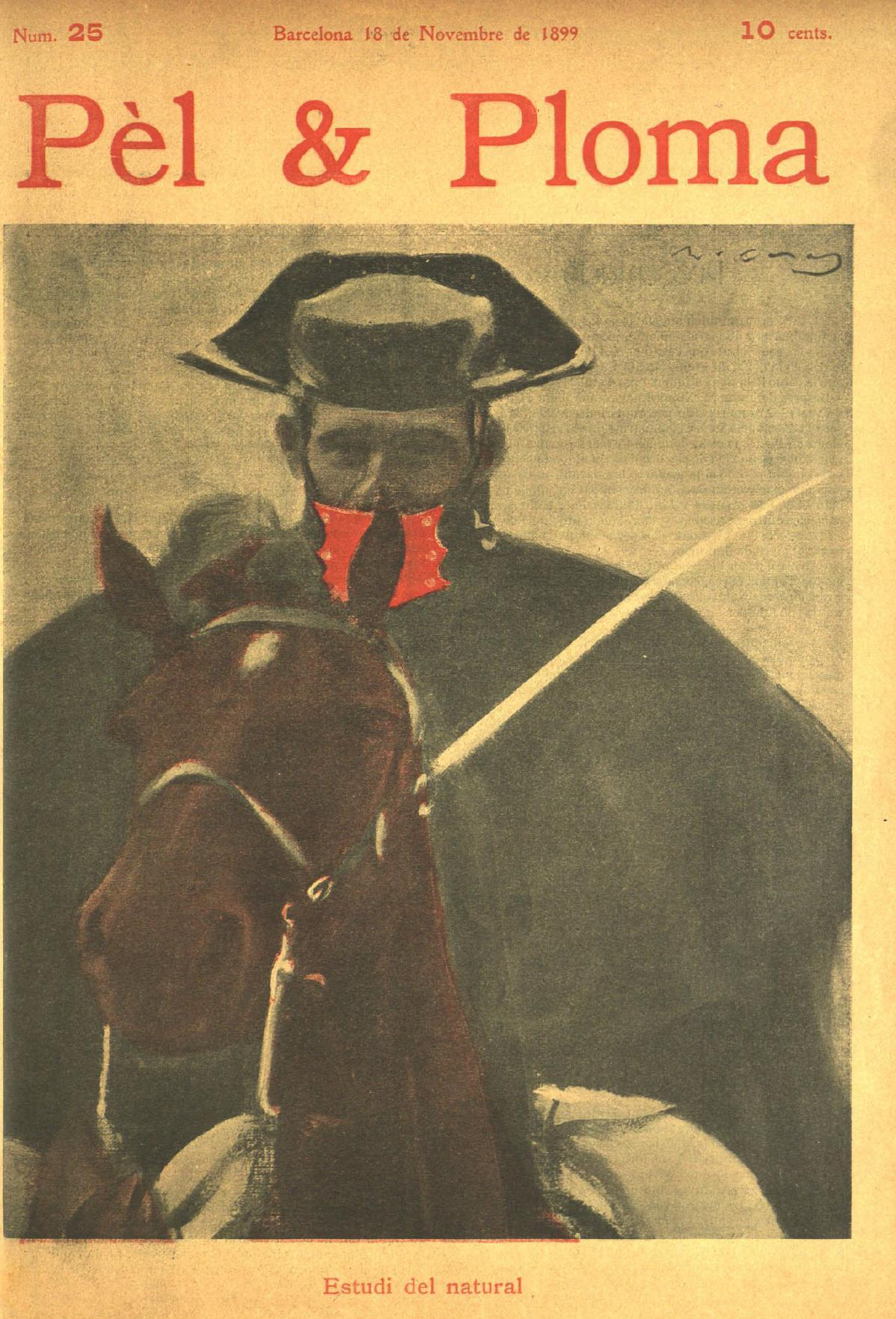
Portada de la revista Pel i Ploma con un dibujo de un guardia civil a caballo, por Ramón Casas (1899).

A principios de noviembre de 1882 el coronel jefe de la Guardia Civil en Andalucía Occidental envió al gobierno una copia del «reglamento» de una organización secreta llamada «la Mano Negra» por el que se regían «los anarquistas» de la región y que según el informe que lo acompañaba constituía la prueba de que esa organización clandestina estaba detrás de los «incendios, talas de montes y arbolados, heridas o asesinatos» que se estaban produciendo en aquellos meses. En realidad el «reglamento» eran dos documentos: el titulado «La Mano Negra. Reglamento de la Sociedad de Pobres, contra sus ladrones y verdugos. Andalucía» y otro que se titulaba simplemente «Estatutos» y en el que no aparecía la expresión Mano Negra sino que hablaba de las normas por las que habría de regirse el Tribunal Popular que debería constituirse secretamente en cada localidad para castigar los crímenes de «la burguesía» —mientras que el primer documento hablaba de «los ricos»—.
Dos semanas después de que recibiera los documentos, el gobierno decidió enviar refuerzos a la provincia de Cádiz. El 21 de noviembre llegó a Jerez un grupo de 90 guardias civiles al mando del capitán José Oliver y Vidal que inmediatamente, con la ayuda del jefe de la guardia municipal de Jerez, Tomás Pérez Monforte, procedió a detener a muchos jornaleros y afiliados de la FTRE, supuestos integrantes de la misteriosa Mano Negra. Como relató un diario de Jerez, «el 2 de diciembre dio el primer golpe a los internacionalistas de la Mano Negra, capturando a unos cientos y ocupándose armas, reglamentos, circulares, claves y otros documentos de la terrorífica organización». Así Oliver fue alabado por ese mismo periódico como «un bizarro militar» que estaba llevando una «implacable guerra» contra el «anarquismo colectivo disfrazado con el nombre de lícitas asociaciones».
En pocas semanas había más de 3000 jornaleros y anarquistas encarcelados —Josep Termes da una cifra muy superior: 2000 en Cádiz y 3000 en Jerez—. Como ha señalado Avilés Farré, «en la mayoría de los casos el motivo por el que se les detenía no era la pertenencia a la Mano Negra, sino a la Federación de Trabajadores… según puede comprobarse en los informes enviados al ministro de la Guerra y conservados en el Archivo Militar de Madrid». El órgano de la FTRE Revista Social protestó por las detenciones indiscriminadas de afiliados de la organización.

#### La autenticidad y valor probatorio de los documentos encontrados

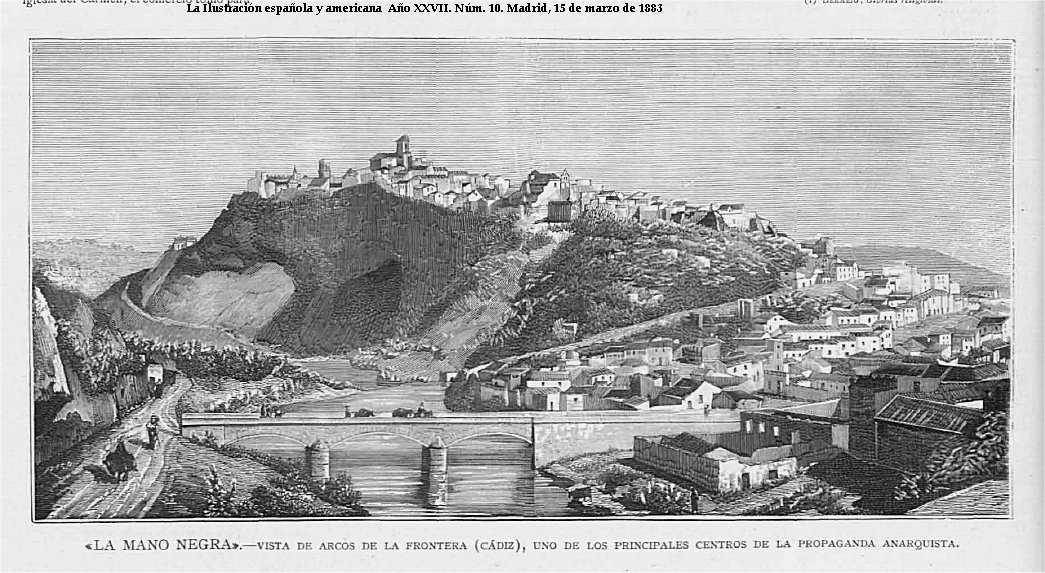
Grabado de 1883 de Arcos de la Frontera (Cádiz), unos de los principales centros de la propaganda anarquista.

De la autenticidad de los documentos que la Guardia Civil afirmó haber encontrado debajo de una piedra y de su valor como «prueba» de la existencia de la Mano Negra se han ocupado varios historiadores. Para Manuel Tuñón de Lara, «todo parece exhalar el tufo de un documento fabricado» y «no parece constituir una prueba seria, ni jurídicamente ni históricamente», ya que el documento «ofrece aspectos dudosos» porque se hacen afirmaciones que no corresponden a la nueva situación de legalidad, como lo probaría por ejemplo, según Tuñón de Lara, el siguiente párrafo: «Habiendo sido la Asociación Internacional de los Trabajadores puesta fuera de la ley por los Gobiernos burgueses, imposibilitándola por este motivo para resolver pacíficamente la cuestión social, y de cuya resolución no se puede prescindir, ha tenido que convertirse en organización revolucionaria secreta para llevar a cabo la revolución social violenta». Para Josep Termes, la Mano Negra fue una invención de la policía y el «hipotético reglamento» descubierto por la Guardia Civil, «al parecer solo era la manipulación policial de un reglamento del Núcleo Popular, que las autoridades tenían en su poder desde hacía tiempo, y que tal vez fuera obra de un desequilibrado».
Para Clara Lida, «estos documentos que ahora se desenterraban con propósitos represivos ya se conocían desde la época anterior, y… sus características discursivas —contenido, forma y lenguaje— se asemejaban y se insertaban dentro de un corpus de documentos semejantes emanados del internacionalismo europeo durante la clandestinidad». Además, «el nombre no era tan extraño a la tradición clandestina, ya que muchos grupos anarquistas y revolucionarios en Rusia, Irlanda, Francia, Italia, adoptaban nombres de guerra extremosos…». Lida concluye que «reflotar entonces documentos recogidos varios años antes, cuando la Internacional y los grupos, con sus respectivos apodos, estaban en la clandestinidad», aprovechando el «sensacionalismo amarillista de la prensa para hacerlos aparecer como contemporáneos» constituyó una «artimaña aparatosa» que «tenía el propósito de atemorizar a la opinión pública, para poder actuar libremente contra los jornaleros organizados».
Juan Avilés Farré, considera que «lo más verosímil es que se tratara de documentos genuinos de dos organizaciones distintas, cuya entidad real no conocemos». «Respecto al documento que lleva por título “La Mano Negra”, que no incluye referencia alguna a la Asociación Internacional de los Trabajadores, cabe suponer que había caído en manos de las autoridades, en concreto de la guardia municipal de Jerez, varios años antes de que la Guardia Civil lo remitiera al ministro de la Guerra… y habría permanecido olvidado en un sumario [de 1878] hasta que alguien pensó que podía proporcionar una clave acerca de los delitos que se estaban produciendo en los campos jerezanos en 1882». Asimismo «el segundo documento se sitúa en el periodo de clandestinidad de la Federación Regional Española de la Internacional, que se prolongó desde finales de 1873 hasta comienzos de 1881».

### Los «crímenes de La Mano Negra»

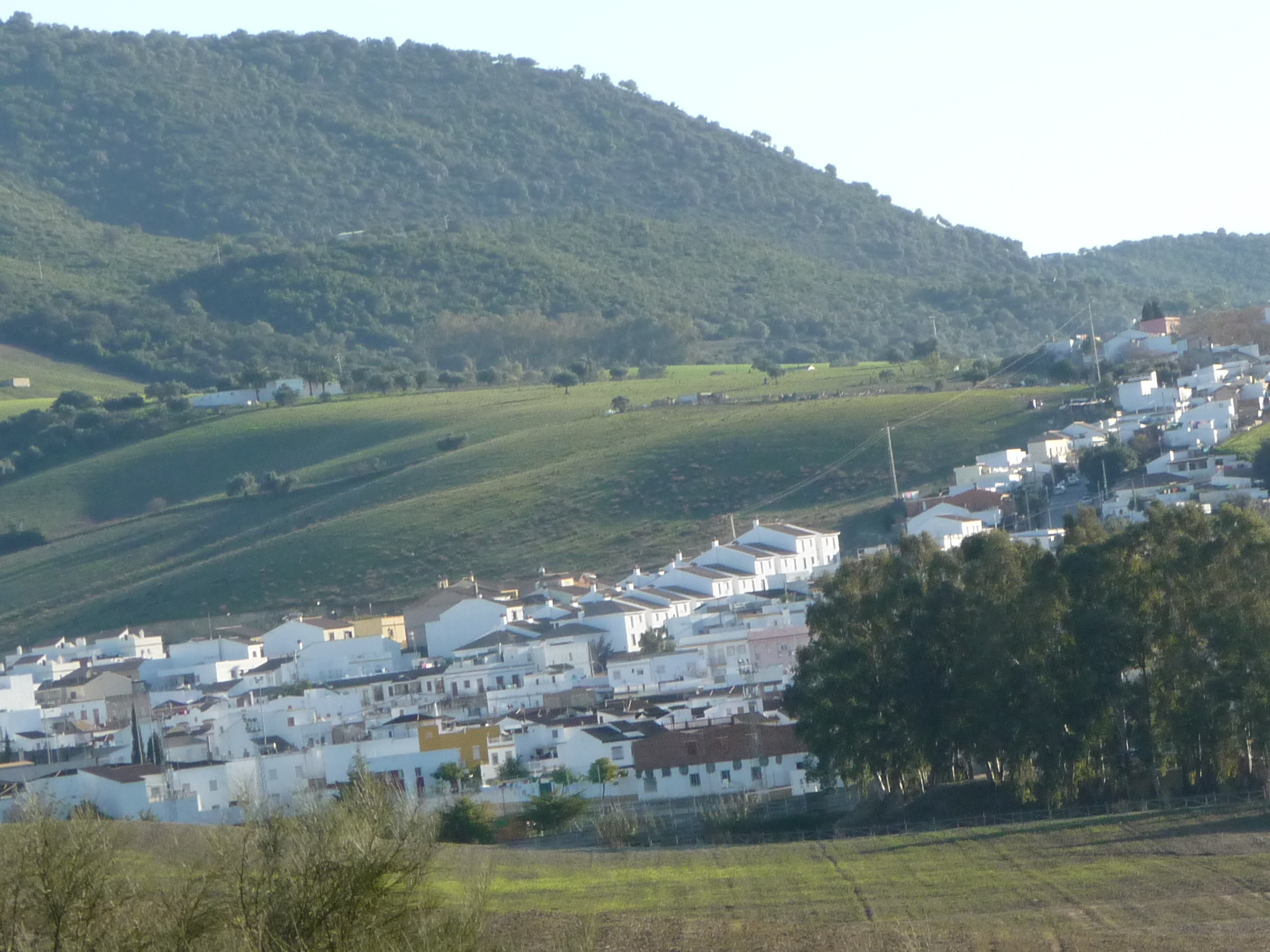
Vista actual de San José del Valle, en cuyo término fue encontrado el cadáver de «El Blanco de Benaocaz», uno de los crímenes atribuidos a La Mano Negra.

La prensa, tanto la de Cádiz como la de Madrid, se ocupó del asunto sin poner en duda la existencia de la Mano Negra y creando una atmósfera de miedo a base de artículos sensacionalistas sobre la «abominable asociación», «aborto de la demencia y el crimen», como uno publicado en El Cronista de Jerez en el que se decía que los miembros de la Mano Negra estaban obligados a matar a la persona que se les designaba y que si no lo hacían eran asesinados a su vez. El «noticierismo» de la prensa también fue denunciado por La Revista Social.
La prensa se centró en los tres crímenes de los que se acusaba a la Mano Negra, especialmente en los dos primeros. El 4 de diciembre, dos días después de la primera oleada de detenciones ordenada por el capitán Oliver, fueron asesinados un matrimonio de venteros en el camino de Trebujena, cerca de Jerez de la Frontera. Dos meses más tarde, el 4 de febrero, se encontraba en el término de lo que es hoy el municipio de San José del Valle, cerca de Jerez, el cadáver, sepultado en campo abierto, de un joven campesino, llamado Bartolomé Gago, más conocido como «El Blanco de Benaocaz», que después se supo que había sido asesinado el mismo día que los venteros. Fue conocido como el crimen de la Parrilla. Casi al mismo tiempo trascendió que la muerte del joven guarda de un rancho llamado Fernando Olivera, ocurrida en agosto de 1882, no había sido un accidente, sino que había sido causada por los fuertes golpes que había recibido en el vientre.
En febrero de 1883 el gobierno envió un juez especial a Jerez para que investigara los hechos. A final de mes el diario El Día mostraba su preocupación por las dificultades que estaba encontrando el juez, «que se haya asilado, sin más auxilio que la Guardia Civil, muy buena para realizar actos heroicos, para perseguir a los criminales; pero que ni por su instinto, ni por sus condiciones puede llevar a cabo los actos de sagacidad y de cautela que son indispensables para descubrir las guaridas y los propósitos de los criminales, y mucho más en un terreno como el de Jerez, que mide 72 leguas cuadradas. El asunto también llegó a las Cortes donde se debatió el 28 de febrero.

### Los intentos del gobierno de identificar la Mano Negra con la FTRE

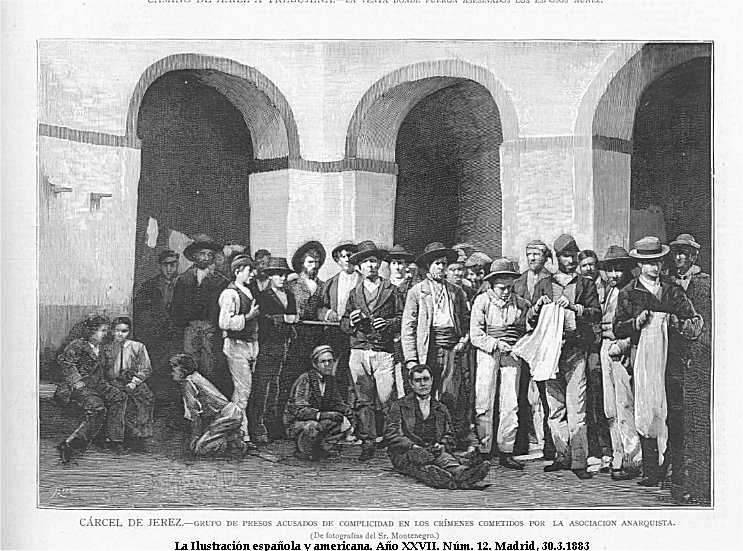
Grupo de presos acusados

El gobierno apoyado por los propietarios y por la prensa —aunque hubo excepciones como el diario El Liberal— identificó la Mano Negra con la FTRE —así el número de afiliados que la prensa atribuía a la Mano Negra era los de la FTRE— con un doble propósito, según Clara Lida: «en primer lugar, frenar drásticamente la creciente fuerza de la Internacional en España. El segundo objetivo era más local: se trataba de imposibilitar la organización de los trabajadores del campo e impedir que una huelga agraria obstaculizara recoger la cosecha».
El Comité federal de la FTRE, que ya había reiterado que la propaganda no se podía realizar «ni por el robo, ni por el secuestro, ni por el asesinato», replicó que no tenía ninguna relación con la Mano Negra, «ni con ninguna asociación secreta que tenga por objeto perpetrar delitos del derecho común, rehusando toda solidaridad con los que han cometido o puedan cometer hechos criminales». Al volver a condenar el ilegalismo se ahondaron «aún más las diferencias entre el núcleo anarcosindicalista catalán y los ilegalistas andaluces, así como los que empezaban a nacer en Barcelona y alrededores, sobre todo en Gracia, proclives también a la acción directa». Sin embargo, el periódico Le Révolté editado en Ginebra por el anarcocomunista Piotr Kropotkin criticó la condena que había hecho la FTRE de «los miembros de esa liga secreta a la que se ha dado el nombre de la Mano Negra» y expresó su «simpatía por estos “luchadores por la existencia” en el sentido literal del término».
En marzo el Comité Federal de la Federación de Trabajadores de la Región Española (FTRE) hizo público un largo manifiesto sobre el asunto de la Mano Negra denunciando los intentos del gobierno de identificar la FTRE con ella:

Se pretende confundir las justas, legales y revolucionarias aspiraciones de la Federación de Trabajadores de la Región Española con los delitos que, dicen, han cometido la Mano Negra y otras asociaciones secretas. Faltaríamos a nuestro deber si no protestáramos en contra de las miserables calumnias de los asalariados de levita que, con sus falsas delaciones, pretenden que los tribunales o el gobierno consideren solidarios a 70.000 trabajadores de los delitos que puedan haber cometido criminales comunes, delitos que somos los primeros en censurar, porque es muy probable que sus víctimas sean dignos y honrados proletarios. […] La verdadera Mano Negra de la reacción inició sus trabajos… con el Santo propósito de deshonrar y perturbar la más importante organización de trabajadores que ha existido en España. […] Nuestra Federación de Trabajadores nunca ha sido partidaria del robo ni del incendio, ni del secuestro, ni del asesinato; sepan también que no hemos sostenido ni sostendremos relaciones con lo que llaman Mano Negra ni con la Mano Blanca, ni con ninguna asociación secreta que tenga por objeto la perpetración de delitos comunes.

## Los juicios y las condenas

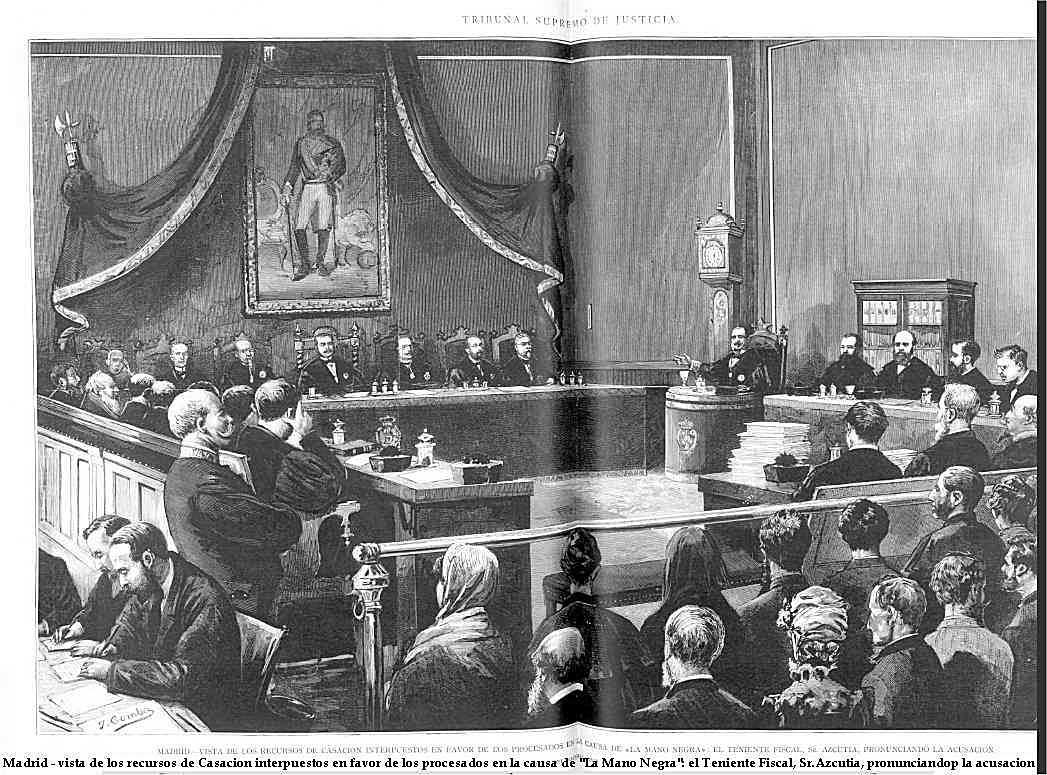
Sala del Tribunal Supremo de España en el momento de pronunciar la sentencia de casación del juicio por el crimen de El Blanco de Benaocaz

El 18 de junio de 1883, el tribunal de Jerez condenó a muerte por el crimen de la Parrilla a siete personas y a otras ocho, entre ellas al delator de sus compañeros, a diecisiete años y cuatro meses de prisión. Dos de los acusados resultaron absueltos. Pero el fiscal recurrió la sentencia al Tribunal Supremo que en abril de 1884 los condenó a todos, menos a uno, a la pena capital. Nueve vieron conmutada la pena de muerte por la de prisión pero siete fueron ejecutados mediante garrote vil —entre ellos el maestro de escuela Juan Ruiz—. Las ejecuciones tuvieron lugar en la Plaza del Mercado de Jerez de la Frontera el 14 de junio de 1884, mientras que solo tres días después los jueces fueron condecorados con la gran cruz de la Orden de Isabel la Católica.
En cuanto al crimen de los venteros, una de las cinco personas que asaltaron el ventorrillo en la madrugada del 4 de diciembre y acuchillaron al matrimonio apareció muerto de un tiro en la escena del crimen. Las otras cuatro fueron condenadas a muerte, pero no fueron ejecutadas. Por el tercer crimen, el de Fernando Oliveira, fueron juzgadas dos personas, y una de ellas fue condenada a una larga pena de prisión.
Tras las sentencias La Revista Social, órgano de la FRTE, habló de «los desgraciados reos de la llamada Mano Negra» y denunció que nadie se ocupaba de la miseria del proletariado, pero no se solidarizó con los condenados. La Revolución Social, el periódico clandestino del grupo ilegalista y anarcocomunista de Los Desheredados, que se había escindido de la FTRE, criticó la actitud de esta organización y lamentó que nadie protestara por las ejecuciones de Jerez.

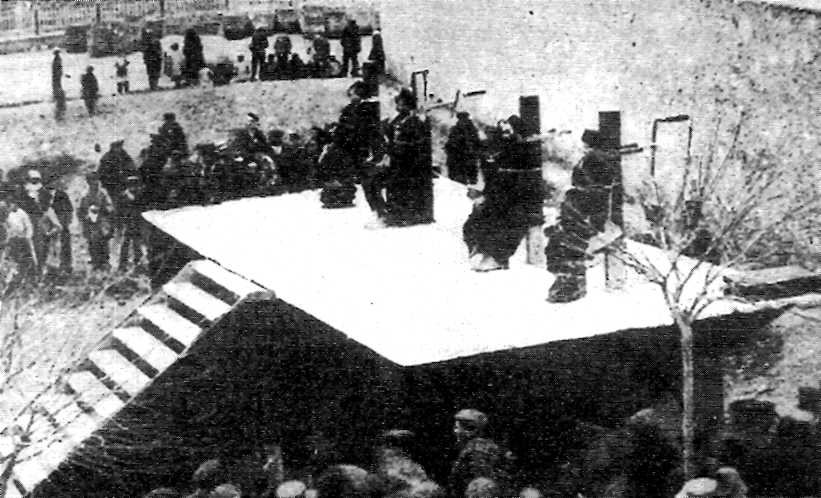
Ejecución de los cuatro supuestos integrantes de La Mano Negra

### La campaña en favor de los condenados de 1902-1903

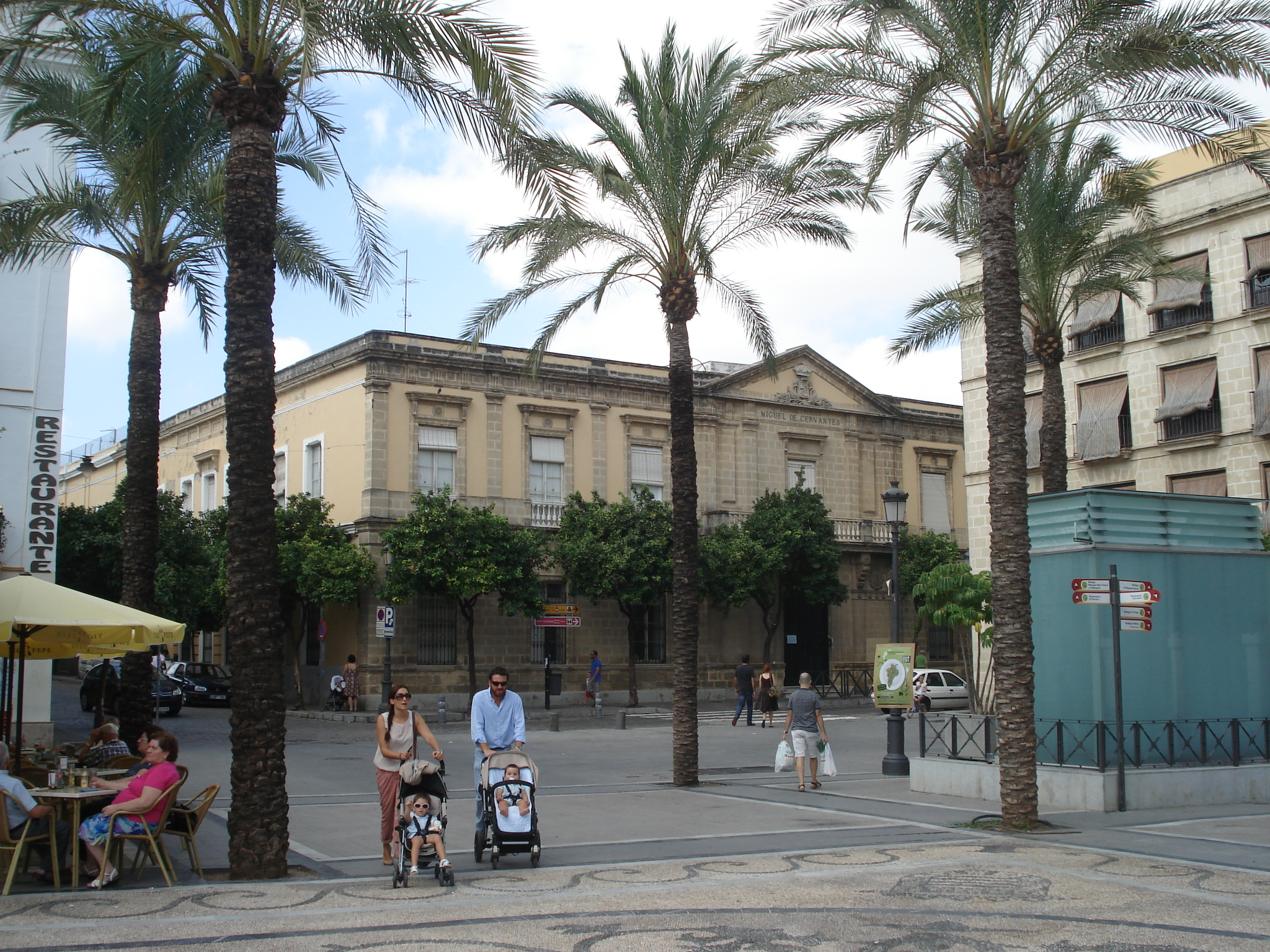
Sede del juicio en Jerez de la Frontera, actual colegio Cervantes.

En enero de 1902, casi veinte años después de las ejecuciones y cuando aún seguían en la cárcel ocho de los condenados, el periódico anarquista madrileño Tierra y Libertad inició una campaña por su liberación —encabezada por Soledad Gustavo (seudónimo de Teresa Mañé), compañera de Juan Montseny (Federico Urales) y madre de Federica Montseny— a la que se unieron otros periódicos europeos y españoles, no todos anarquistas, y durante la cual se celebraron varios mítines en París —como los que se habían celebrado durante la campaña por los procesos de Montjuic—. Los condenados fueron presentados como víctimas de «uno de los crímenes más monstruosos» perpetrados por los enemigos del proletariado y como héroes del anarquismo al haber sido «los primeros que levantaron la bandera rebelde contra las iniquidades sociales». Al mismo tiempo, los asesinados, en especial el Blanco de Benaocaz, fueron presentados como traidores y delatores.
Las denuncias hechas por los encarcelados mediante cartas a los periódicos de que sus confesiones habían sido obtenidas mediante torturas avivaron la campaña internacional —con referencias a la Inquisición Española incluidas—. El gobierno español intentó contrarrestar la campaña pero finalmente tuvo que ceder y entre febrero y marzo de 1903 conmutó la pena de prisión por la de destierro.

## Consecuencias
El III Congreso de la FTRE celebrado en Valencia en octubre de 1883, acusó el impacto del asunto de la «Mano Negra» pues asistieron menos delegados y federaciones que al anterior celebrado en Sevilla (152 delegados representando a 88 federaciones locales; no se dieron los datos del total de afiliados). Sobre la «Mano Negra» el Congreso de nuevo protestó por la confusión de «nuestra organización pública, legal y revolucionaria, con otras facciones de objetivos censurables» y volvió a rechazar toda solidaridad con quienes organicen «la perpetración de delitos comunes», acordando también «disolver la Federación si no puede actuar tranquilamente en la legalidad». El Manifiesto del Congreso concluía: «Para redimirse, el proletariado, necesita ser, además de inteligente, honrado, y honrado a toda prueba».
El miembro del Comité federal Josep Llunas en su periódico La Tramontana acusó al Gobierno de utilizar el asunto de la «Mano Negra» como pretexto para reprimir a los anarquistas y a sus ideas: «con la excusa de unos cuantos bandoleros, pero nada más que bandoleros, se quiere justificar una persecución contra determinadas ideas».
Así pues, el impacto social que tuvo el asunto de la Mano Negra y el temor a que provocara la ilegalización de la FTRE, hizo que el Comité federal, con sede en Barcelona, se desmarcara del movimiento andaluz, aceptando la versión dada por el gobierno y por la prensa. La respuesta airada de las federaciones andaluzas fue inmediata abriendo una brecha cada vez más grande e insuperable en el seno de la FTRE que condujo a la paulatina disminución del número de afiliados y a su disolución cinco años después.

## Debate historiográfico: ¿Existió la «La Mano Negra»?

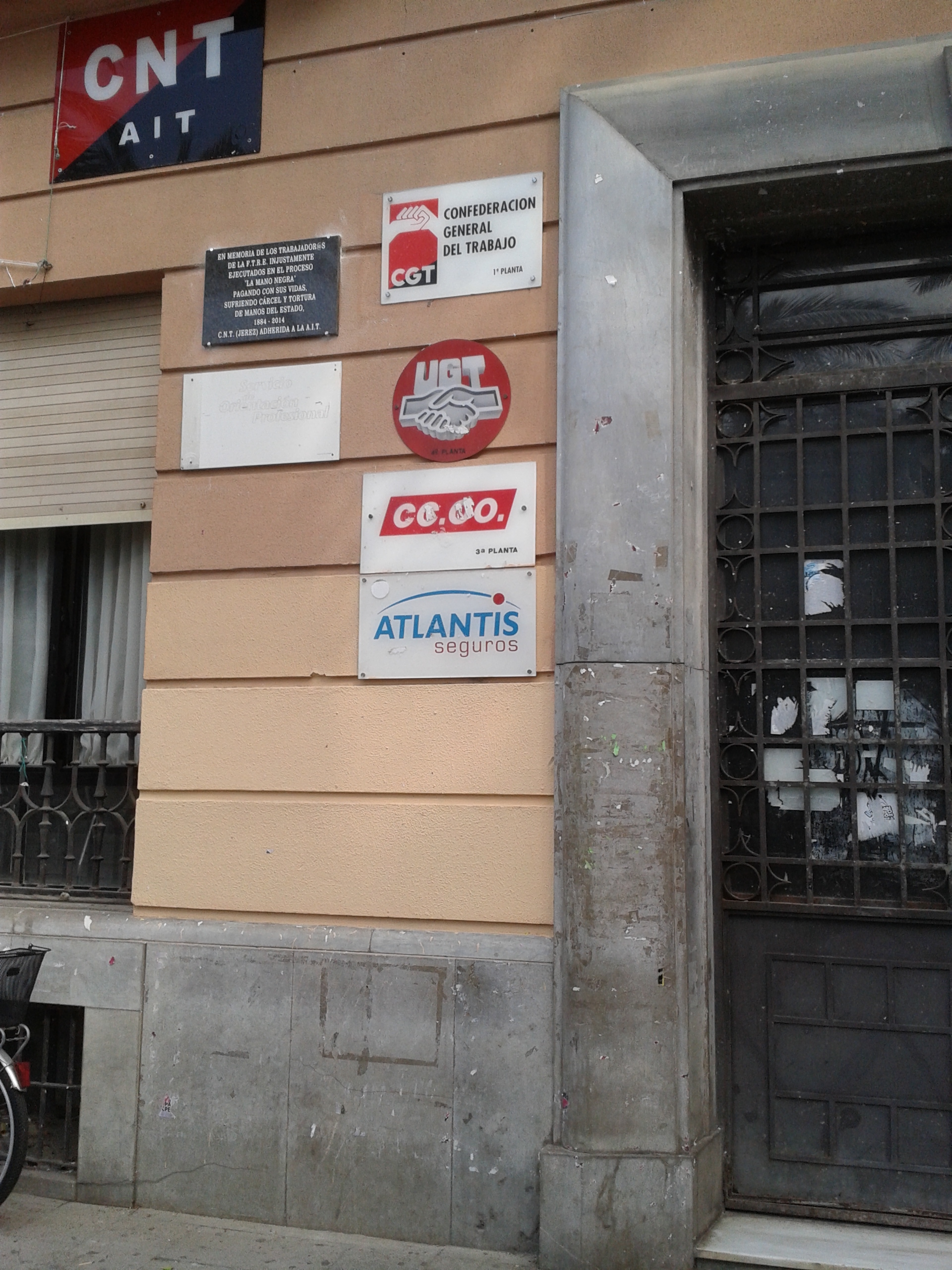
Placa en recuerdo de los enjuiciamientos de La Mano Negra en la sede de la CNT de Jerez de la Frontera.

Sobre la existencia o no de la Mano Negra Tuñón de Lara afirma que «nada permite, en suma, hablar de la “Mano Negra” como organización. Ello no es obstáculo para que pudieran existir pequeñas “maffias” (grupos influenciados por el anarco-comunismo), en las fronteras de la rebeldía secular y de la delincuencia común que, hábilmente explotadas por los órganos del Poder, sirvieron para justificar una represión y una campaña que, pese a sus protestas, quebrantarían en cierto modo a la FTRE». Por su parte, Josep Termes afirma que se trató de «un montaje policial», aunque reconoce que «es innegable que la violencia estaba presente en la Andalucía agraria».

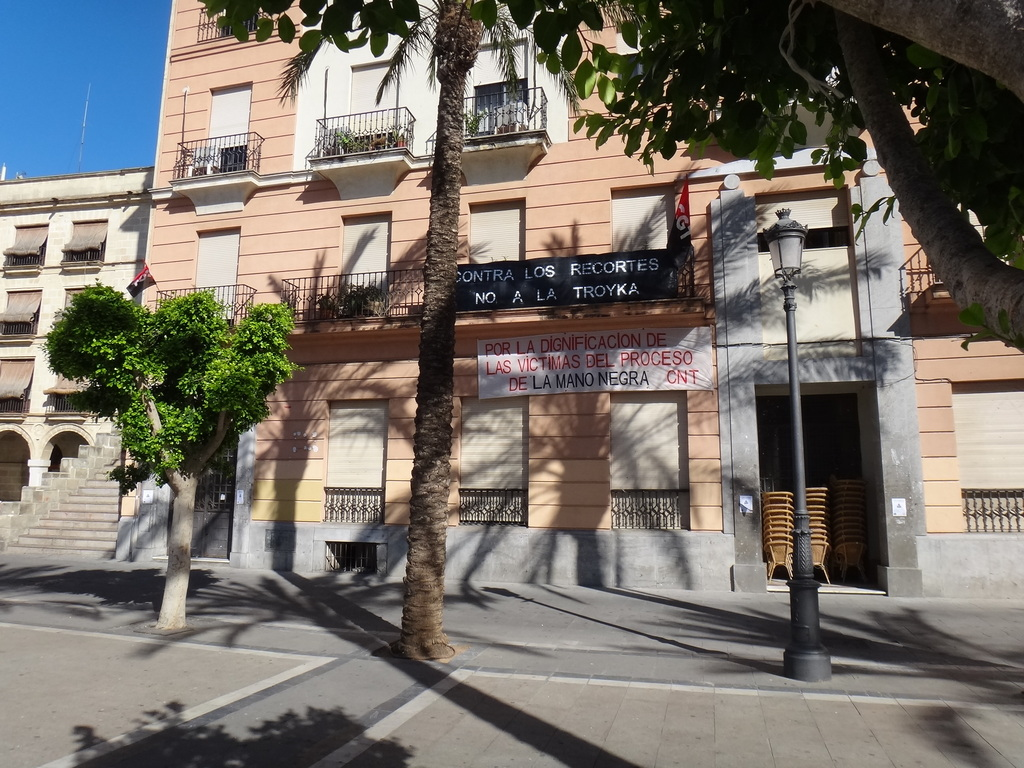
Pancarta por la dignificación de las víctimas en 2013 en Jerez

Según Avilés Farré, «la cuestión de si la Mano Negra existió o no es la menos importante que el tema plantea. Lo más probable es que su reglamento no fuera una falsificación, sino que alguien lo redactara como acta de constitución de un grupo clandestino orientado hacia la guerra de clases, pero ello no prueba que el grupo llegara a constituirse ni que cometiera delito alguno. Si de verdad existió, no dejó huella alguna de su actividad y lo que se puede afirmar con certeza es que quienes cometieron el más famoso de los crímenes que se le atribuyeron, el de la Parrilla, nunca habían oído hablar de la Mano Negra. Se puede afirmar, en cambio, que formaban parte de la federación local de la FTRE en lo que es hoy el municipio de San José del Valle, una federación que se mantenía en la clandestinidad, como posiblemente ocurriera con bastantes otras federaciones locales andaluzas. […] Los reglamentos de la Mano Negra y el Tribunal Popular fueron entendidos por algunos mandos de la Guardia Civil como la prueba de una amplia conspiración clandestina, que estaría detrás de todos los actos de violencia que se venían produciendo en los campos de Andalucía occidental. El ominoso nombre de la Mano Negra vino a concretar en algo específico un temor difuso y tuvo un indudable atractivo periodístico, aunque en definitiva en ningún proceso se llegara a probar actividad alguna atribuible a aquella misteriosa organización».
Que la Mano Negra fuera un invento a la manera de la operación de bandera falsa o a modo de una imputación injustificada del gobierno de Sagasta para aplacar las revueltas en los campos del sur de España ya fue insinuado por el escritor y político republicano Vicente Blasco Ibáñez en su novela sociológica titulada La bodega, publicada en 1905.
El historiador y periodista Juan Madrid ha afirmado sobre el tema:

Ese interés abrumador por imputar a los anarquistas cualquier crimen con el fin de deteriorar la imagen del colectivo ha sido una constante en la historia de este país y de cualquier país.